# Paulo Lopes (football)
Pour les articles homonymes, voir Paulo Lopes et Lopes.
Paulo Jorge Pedro Lopes plus connu sous le nom de Paulo Lopes, est un footballeur portugais, reconverti entraîneur né le 29 juin 1978 à Mirandela. Il est l’actuel entraîneur du SJK Akatemia en Finlande.

## Carrière

### Les débuts
Paulo Lopes a commencé sa formation dans sa ville natale au SC Mirandela avant de se faire remarquer tout jeune, par plusieurs observateurs dans tout le pays. Le Benfica le tiens sur son viseur, et par la suite il rejoint le Benfica Lisbonne pour la suite de sa formation. Néanmoins, son entraîneur de l'époque Manuel José décide de placer Paulo Lopes dans l'effectif pro.

### Benfica
Paulo Lopes assiste ses deux premières années de sa carrière sur le banc, sans jouer la moindre minute. C'est aussi les années où il est appelé avec la sélection espoirs du Portugal. Pour avoir plus de temps de jeu, il fera ses preuves lors d'un prêt qu'il prendra durant la troisième saison au club.

### Gil Vicente
Il n'est pas plus utilisé à Gil Vicente qu'à Benfica, où il reste une fois de plus sur le banc à l'ombre du gardien Paulo Jorge qui sera utilisé en plein temps. Sa chance arrivera tout de même par apparaitre un certain 19 février 2000 contre le Sporting. Il rentre peu après l'expulsion de son homologue coéquipier, mais il n'arrêtera pas le penalty converti par le Sporting. Cependant à dix, le Gil Vicente tient, et Paulo Lopes aussi pour son premier match professionnel et en première division. Manuel José ne décide pas de le remettre à jouer pour le prochain match de championnat, et le préfère à l'international nigérian Peter Rufai pour disputer le match contre le CS Marítimo. Le reste de la saison, il n'endossera pas un deuxième match avec le Gil Vicente, et son prêt prend fin. Il retourne à Benfica à l'issue de la saison.

### Barreirense
Sans temps de jeu et avec une concurrence rude, Paulo Lopes est une nouvelle fois prêté à un club portugais. Cette fois-ci c'est le FC Barreirense qui lui tant les bras. Il fait ses débuts en troisième division, et fera tout de même une belle campagne avec quatorze rencontres pour douze buts pris seulement.

### Retour à Benfica, en réserve
Il revient au Benfica après deux années prêté à d'autres clubs. Cette fois-ci il ne part pas, mais reste avec le Benfica pour jouer avec l'équipe réserve qui dispute la troisième division. Sous les ordres de António Veloso il joue vingt-six rencontres pour seulement vingt quatre buts pris. Ses performances sont bonnes, et ne reste pas au Benfica une saison de plus la saison suivante. Il part vers une destination ailleurs et c'est au SC Salgueiros qui compte bien saisir sa chance.

### Salgueiros
Son heure vient et c'est le Salgueiros qui lui donne son opportunité d'encaisser les gants de titulaire. Il fait pratiquement une saison pleine, et ses belles performances avec son club ne passent pas inaperçu. C'est la sélection qui lui tend les mains, il participera à une rencontre avec le Portugal B. Il finit sa saison avec trente-deux rencontres de championnat au compteur. La saison suivante, il reste dans son club et fait une nouvelle fois une saison pleine, il s'impose très vite comme le gardien n°1 au club. Cependant malgré la belle saison qu'il effectue pendant sa deuxième année au club, son club est relégué pour problèmes financiers malgré sa sixième place de championnat. Il fait donc ses valises après soixante-trois rencontres jouées avec le SC Salgueiros.

### Estrela da Amadora
Contraint de laisser le club de Salgueiros, il rejoint le club de l'Estrela da Amadora. Utilisé la plupart du temps comme remplaçant il n'a pas la chance de briller, mais participera tout de même à trois matchs avec l'Estrela. Malgré cela, il participe à la montée avec son équipe en première division en arrachant la troisième place en championnat. Il refait ses couleurs en première division en participant à six rencontres de championnat. Le temps fut long, mais c'est la saison suivante qu'il s'impose en titulaire. Paulo pratique une belle saison avec l'Estrela en jouant presque toutes les rencontres de la saison. Cependant il ne reste pas, et part tenter sa chance au CD Trofense. Il aura fait un total de quarante matches pour seulement quarante but pris, sois un but par match.

### Trofense
Il y vient et il reste titulaire indiscutable, il dispute la seconde division avec le CD Trofense. Il y joue vingt-neuf rencontres de championnat, et finit premier de deuxième division. Il marque des points, et fête avec son club la première montée en première division de toute l'histoire du CD Trofense. C'est avec grand enthousiasme qu'il endosse le petit club de Trofa, le CD Trofense à la lutte en première division. Malgré une belle saison, avec des nuls contre le FC Porto ou encore le Sporting, sans oublier la victoire contre le Benfica en début de saison. En fin de saison, il déçoit sur les matchs contre Leixões ou encore Naval. Il laisse sa place de titulaire pour prendre celle du banc, par la suite son club ne se sauve pas et retrouve la seconde division après une année en première division. Il y jouera un total de vingt-trois matches toutes compétitions confondues.

### Feirense
C'est une aventure un peu similaire à celle du Trofense que Paulo Lopes effectue au CD Feirense. Il joue toutes les rencontres de championnat pour sa première année, mais manque à seulement deux points la montée en première division. Sa deuxième saison à l'arraché, le CD Feirense prend la seconde place aux dépens du CD Trofense. Ainsi, le CD Feirense rejoint la première division l'année suivante, il y effectue trente rencontres toutes compétitions confondues, sans toutefois sauver le Feirense de la relégation. Il en est actuellement à quatre-vingt-douze rencontres sous le maillot du Feirense depuis son arrivée.

## Statistiques
| Saison                | Club                  | Championnat           | Championnat | Championnat | Coupe nationale | Coupe nationale | Coupe de la Ligue | Coupe de la Ligue | Compétition(s) continentale(s) | Compétition(s) continentale(s) | Compétition(s) continentale(s) | Sélection  | Sélection | Sélection | Total | Total |
| Saison                | Club                  | Division              | M.          | B.          | M.              | B.              | M.                | B.                | Comp.                          | M.                             | B.                             | Équipe     | M.        | B.        | M.    | B.    |
| 1997-1998             | Benfica Lisbonne      | 1                     | 0           | 0           | -               | -               | -                 | -                 | C3                             | 0                              | 0                              | -          | -         | -         | 0     | 0     |
| 1998-1999             | Benfica Lisbonne      | 1                     | 0           | 0           | -               | -               | -                 | -                 | C1                             | 0                              | 0                              | -          | -         | -         | 0     | 0     |
| Sous-total            | Sous-total            | Sous-total            | 0           | 0           | -               | -               | -                 | -                 | -                              | 0                              | 0                              | -          | -         | -         | 0     | 0     |
| 1999-2000             | → Gil Vicente FC      | 1                     | 1           | -1          | -               | -               | -                 | -                 | -                              | -                              | -                              | -          | -         | -         | 1     | -1    |
| Sous-total            | Sous-total            | Sous-total            | 1           | -1          | -               | -               | -                 | -                 | -                              | -                              | -                              | -          | -         | -         | 1     | -1    |
| 2000-2001             | → FC Barreirense      | 3                     | 13          | -11         | 1               | -1              | -                 | -                 | -                              | -                              | -                              | -          | -         | -         | 14    | -12   |
| Sous-total            | Sous-total            | Sous-total            | 13          | -11         | 1               | -1              | -                 | -                 | -                              | -                              | -                              | -          | -         | -         | 14    | -12   |
| 2001-2002             | Benfica Lisbonne R    | 3                     | 26          | -24         | -               | -               | -                 | -                 | -                              | -                              | -                              | -          | -         | -         | 26    | -24   |
| Sous-total            | Sous-total            | Sous-total            | 26          | -24         | -               | -               | -                 | -                 | -                              | -                              | -                              | -          | -         | -         | 26    | -24   |
| 2002-2003             | SC Salgueiros         | 2                     | 32          | -43         | 0               | 0               | -                 | -                 | -                              | -                              | -                              | Portugal B | 1         | -2        | 33    | -45   |
| 2003-2004             | SC Salgueiros         | 2                     | 30          | -38         | 1               | -1              | -                 | -                 | -                              | -                              | -                              | -          | -         | -         | 31    | -39   |
| Sous-total            | Sous-total            | Sous-total            | 62          | -81         | 1               | -1              | -                 | -                 | -                              | -                              | -                              | -          | 1         | -2        | 64    | -84   |
| 2004-2005             | Estrela da Amadora    | 2                     | 3           | -2          | 2               | 0               | -                 | -                 | -                              | -                              | -                              | -          | -         | -         | 5     | -2    |
| 2005-2006             | Estrela da Amadora    | 1                     | 6           | -4          | 3               | -2              | -                 | -                 | -                              | -                              | -                              | -          | -         | -         | 9     | -6    |
| 2006-2007             | Estrela da Amadora    | 1                     | 24          | -30         | 2               | -2              | -                 | -                 | -                              | -                              | -                              | -          | -         | -         | 26    | -32   |
| Sous-total            | Sous-total            | Sous-total            | 33          | -36         | 7               | -4              | -                 | -                 | -                              | -                              | -                              | -          | -         | -         | 40    | -40   |
| 2007-2008             | CD Trofense           | 2                     | 29          | -20         | 0               | 0               | 2                 | -2                | -                              | -                              | -                              | -          | -         | -         | 31    | -22   |
| 2008-2009             | CD Trofense           | 1                     | 18          | -25         | 3               | -4              | 2                 | -2                | -                              | -                              | -                              | -          | -         | -         | 23    | -31   |
| Sous-total            | Sous-total            | Sous-total            | 47          | -45         | 3               | -4              | 4                 | -4                | -                              | -                              | -                              | -          | -         | -         | 54    | -53   |
| 2009-2010             | CD Feirense           | 2                     | 30          | -24         | 1               | -3              | 2                 | -1                | -                              | -                              | -                              | -          | -         | -         | 33    | -28   |
| 2010-2011             | CD Feirense           | 2                     | 26          | -24         | 0               | 0               | 3                 | -5                | -                              | -                              | -                              | -          | -         | -         | 29    | -29   |
| 2011-2012             | CD Feirense           | 1                     | 28          | -45         | 0               | 0               | 2                 | -2                | -                              | -                              | -                              | -          | -         | -         | 30    | -47   |
| Sous-total            | Sous-total            | Sous-total            | 84          | -93         | 1               | -3              | 7                 | -8                | -                              | -                              | -                              | -          | -         | -         | 92    | -104  |
| Total sur la carrière | Total sur la carrière | Total sur la carrière | 266         | -291        | 13              | -13             | 11                | -12               | -                              | 0                              | 0                              | -          | 1         | -2        | 291   | -318  |

## Sélection nationale
Tout juste pro dès sa première année avec Benfica, il est appelé en sélection pour jouer avec les -21 ans. Il y endosse quinze sélections avec le Portugal espoirs entre 1998 et 2001. On entend parler lui une nouvelle fois en 2003, il y endosse une rencontre le 21 janvier 2003 contre la Slovénie.

## Palmarès
| Trofense - Championnat du Portugal D2 (1) : - Vainqueur : 2008. Benfica Lisbonne - Championnat du Portugal (3) : - Vainqueur : 2014, 2016 et 2017 |